# Colonna sonora di Ace Combat
Questa è la lista delle tracce della colonna sonora della serie di videogiochi Ace Combat. I principali compositori sono:  Keiki Kobayashi, Tetsukazu Nakanishi, Ryuichi Takada, Junichi Nakatsuru e Hiroshi Okubo.

## Air Combat
1. Get Off Him
2. The front line
3. Heavy Hearded
4. Like a seagull
5. Hot Air
6. Head First
7. Night and Day
8. Last Refuge
9. Trugschluss
10. Hangar
11. Hangar 2
12. Unknown
13. Ace Combat (intro)
14. Unknown 2
15. Mission Complete
16. Friends

## Ace Combat 2

### CD 1
1. Title 0:22
2. Lightning Speed 1:10
3. Dystopia 1:12
4. Invoke 1:37
5. Briefing 2:11
6. Lode Stone 1:46
7. Aim High 2:14
8. El Dorado 3:47
9. Fire Away 3:02
10. Bear Tracks 4:02
11. Rising High 1:53
12. On The Sly 3:22
13. Dead End 2:36
14. Blow Away 1:43
15. Warning Line 2:41
16. Melt Down 3:34
17. Fire Youngman 3:12
18. Elemental Particle 4:04
19. Aerial Hawk 3:43
20. Into The GEO 2:39
21. Night And Day 3:01
22. Sunset Glow 3:38
23. Dynapolis 2:29
24. Completition 0:11
25. Failure 0:09
26. A Fresh Youngster 1:26
27. Hanger 1:48
28. Ending Attract (Normal) 0:36
29. Ending Attract (Extra) 0:36
30. Normal Ending 2:09
31. Extra Ending 2:26

### CD 2
1. Invitation to ACE COMBAT2 5:26
2. Night Butterfly 5:36
3. A.C.Revolution 5:34
4. Hawaii Travel 0:22
5. Metropolitan 3:05
6. Linkage (Sky mix) 2:02
7. Tokyo 2:20
8. Riding on Hope 4:14
9. Conflict 2:27
10. Call 3:27
11. Footsteps in the Night Sky 4:13

### Original Sound Invitation Promo
Ace Combat 2 Original Sound Invitation è una colonna sonora promozionale per Ace Combat 2, rilasciato esclusivamente con alcune copie del gioco in Giappone. La colonna sonora contiene tre brani, alcuni da dei compositori di colonne sonore del gioco principale (in particolare, Hiroshi Okubo, Nobuhide Isayama e Tetsukazu Nakanishi).

## Ace Combat 3

### Direct Audio
- 01.Engage
- 02.Linkage
- 03.Armory
- 04.Transparent Blue
- 05.Eye of The Storm
- 06.Physical Layer
- 07.The Protocol
- 08.Montage
- 09.Quartz
- 10.The Maneuver
- 11.Mind Flow
- 12.Frozen Soul
- 13.Miles Above
- 14.Void
- 15.Black Lotus
- 16.Freefall
- 17.Alert
- 18.Superstition
- 19.Shattered Stones
- 20.Analogue
- 21.Turbulence
- 22.Defiled
- 23.Code of Honor
- 24.Floe
- 25.Lithium
- 26.Shorelines
- 27.Replay
- 28.The Crew

### AppenDisc
- 01.Electrosphere
- 02.Somnus
- 03.The Execution
- 04.Rotation
- 05.Liquid Air
- 06.Child's Play
- 07.Camber
- 08.Kernel
- 09.Revelation
- 10.Amorphous
- 11.Virgo
- 12.Gordian Knot
- 13.Zero-Sum
- 14.Morceaux

## Ace Combat: Distant Thunter
- Shattered Skies
- ISAF
- Gateway
- Operation
- Stardust
- The Hangar
- Scramble
- Sitting Duck
- Imminent Threat
- The Northern Eye
- Blockade
- Lifeline
- Aquila
- Invincible Fleet
- USEA National Anthem -Hymn of Liberty-
- Echo
- Deep Strike
- Stonehenge's Attack
- Comona
- Operation Bunker Shot
- Tango Line
- Escort
- Stonehenge
- Requiem
- Second Strike
- Prevail
- Safe Return
- Enemy Attack
- Breaking Arrows
- Breaking Arrows #2
- Emancipation
- Whiskey Corridor
- Farbanti
- Silent
- Mobius
- Rex Tremendae
- Megalith -Agnus Dei-
- Heaven's Gate
- Victory
- Blue Skies
- North Point
- Megafloat
- Prelude
- Sadly
- ZIGZAG
- Una Limosnita Por Amor de Dios
- The Bird Spread Its Wings
- Session

## Ace Combat 5: The Unsung War

### CD 1
1. Title
2. Briefing 1
3. Hangar 1
4. Shorebirds
5. Open War “”Theme Of Open The War”"
6. Wardog
7. Naval Blockade
8. First Flight (Arranged ACE COMBAT 04 “”Blockade”")
9. Rendezvous
10. Ballistic Missile
11. White Bird (Part I)
12. Front Line
13. Scinfaxi
14. Mother Goose 1
15. Lit Fuse
16. Blind Spot
17. 8492
18. Chain Reaction
19. Reprisal
20. Powder Keg
21. Game Over
22. Shop

### CD 2
1. Menu
2. Four Horsemen
3. Demons Of Razgriz
4. Hrimfaxi
5. Ice Cage
6. White Noise
7. Desert Arrow
8. Desert Lightning
9. Free Flight
10. Supercircus
11. Into The Dusk
12. Fortress
13. Mask
14. Final Option
15. Ancient Walls
16. Failed Game Over
17. Result
18. Tutorial Main
19. Tutorial Menu
20. Tutorial Result

### CD 3
1. Briefing 2
2. Hangar 2
3. Solitaire
4. Closure
5. Ghosts Of Razgriz
6. White Bird (Part II)
7. Heartbreak One
8. Grabacr
9. The Journey Home (On Radio)
10. Wings Of Unity
11. Dead Ahead
12. Winter Storm
13. The Unsung War
14. The Journey Home / The Warsaw Philharmonic (non presente nel gioco)
15. Razgriz / The Warsaw Philharmonic (non presente nel gioco)

### CD 4
1. Arcade Title
2. Arcade Menu
3. Arcade Stage Select
4. Arcade Briefing
5. Arcade Ripping Air
6. Arcade Knock You Down
7. Arcade Elemental Particle 2
8. Arcade Broken Skies
9. Arcade Catch The Lightning
10. Arcade Riding High
11. Arcade Do or Die
12. Arcade Consequence
13. Arcade Game Over
14. Arcade Clear
15. Arcade Victory Road
16. Blue Skies (remix)
17. Razgriz “”ACE COMBAT 5 Main Theme”"
18. Open The War
19. Sand Island
20. The Following Morning
21. 15 Years Ago
22. A Blue Dove For The Princess “”Nagase's Theme”"
23. OSEA
24. Blind Corridor
25. Fugitive Hope
26. New Emblem
27. President Harling
28. SOLG
29. Battleships Uprising
30. Final Launch
31. Hope For Freedom
32. Unsung Heroes
33. Peace (Epilogue)
34. The Journey Home “”ACE COMBAT 5 Ending Theme”"
35. BLURRY / PUDDLE OF MUDD

## Ace Combat 6: Fires Of Liberation

### CD 1
1. ACE COMBAT 6 MAIN THEME (3:21)
2. START UP (0:55)
3. CAMPAIGN MENU 1 (3:07)
4. BRIEFING 1 (1:57)
5. SORTIE 1 (1:28)
6. INVASION OF GRACEMERIA (5:13)
7. THROUGH THE HEART OF A NATION (2:42)
8. THE BROKEN BRIDGE (0:37)
9. THE WARTIME EVACUATION (1:57)
10. BEING LEFT BEHIND (1:35)
11. THE MAN WHO HAS BROKEN WINGS (1:15)
12. THE EMPTY CASTLE (0:52)
13. TOWARD REVIVAL (2:59)
14. VITOZE AERIAL DEFENSE (3:17)
15. SIPLI FIELD (4:42)
16. BARTOLOMEO FORTRESS (3:39)
17. ECHOES OF BATTLE (4:13)
18. ANEA LANDING (4:21)
19. MELISSA AND LUDMILA (1:43)
20. SIEGE ON SILVAT (5:09)
21. HIS ANALYSIS (0:42)
22. RESULT (1:33)

### CD 2
1. CAMPAIGN MENU 2 (0:45)
2. BRIEFING 2 (2:01)
3. SORTIE 2 (1:36)
4. SELUMNA PEAK (5:29)
5. ON THE FIELD OF EMMERIA (2:24)
6. SAN LOMA ASSUAULT (4:26)
7. HEAVY COMMAND CRUISER (2:01)
8. THE DEAD SEA (4:47)
9. VOYCHEK AND PASTERNAK (0:52)
10. RAGNO FORTRESS (6:11)
11. THE SUN, THE SKY AND MY GIRL (2:17)
12. THE MOLOCH DESERT (4:17)
13. THE CASTLE AND THE UNDERPASS (2:01)
14. SORTIE 3 (1:50)
15. WEAPONS OF MASS DESTRUCTION (3:53)
16. BOILING POINT (3:00)
17. FIRES OF LIBERATION (2:26)
18. THE ANCIENT TRAP DOOR (0:23)
19. ARMED HOMETOWN (0:34)
20. THE HIDING AND THE BRIEFCASE (0:29)
21. GAME OVER (0:15)
22. ON LINE (3:00)
23. MISSION FAILED (0:15)
24. ON LINE MENU (1:47)

### CD 3
1. HANGAR (1:39)
2. THE LIBERATION OF GRACEMERIA (7:18)
3. MALEBOLGE (3:51)
4. BRIEFING 3 (2:00)
5. SORTIE 4 (1:45)
6. GRACEMERIA PATROL (2:46)
7. CITY LIGHTS (3:45)
8. THE FACT (1:35)
9. LUDMILA (2:18)
10. BRIEFING 4 (1:52)
11. SORTIE 5 (1:55)
12. CHANDELIER - Trinity Boys Choir (4:07)
13. GAME CLEAR (1:27)
14. A WEDDING IN THE FILED OF THE CAGE (1:29)
15. HOME (1:50)
16. ACE COMBAT 6 ENDING THEME (A BRAND NEW DAY) - Trinity Boys Choir (4:38)

## Ace Combat Zero: The Belkan War

### CD 1
1. Title
2. Prologue
3. Briefing I
4. Sortie I
5. Glacial Skies
6. Annex
7. B7R
8. Contact
9. Juggernaut
10. Flicker of Hope
11. Diapason
12. Gelb
13. Glatisant
14. Merlon
15. Unexpected
16. Excalibur
17. Mayhem
18. The Round Table
19. The Inferno
20. Waldreich Mountains
21. The Stage of Apocalypse
22. Result
23. Campaign Menu

### CD 2
1. Testimony 1
2. Hangar
3. Game Over
4. Sortie IV
5. Testimony 2
6. Briefing II
7. Sortie II
8. Lying In Deceit
9. The Final Overture
10. Hresvelgr (Intro)
11. Hresvelgr
12. Briefing III
13. Sortie III
14. The Demon of the Round Table
15. Briefing IV
16. The Valley of Kings
17. Avalon
18. Morgan
19. Zero
20. Return to Base
21. Galm 2
22. Epilogue -Near The Border-

## Ace Combat: Assault Horizon(CD a edizione limitata europea)
- "Rebirth" From Sand Storm
- Inferno
- Town Of Fiction
- Spooky
- Blue On Blue
- Mrs. Krista Yoslav
- Rush
- Beyond The Canal
- Pipeline
- Launch
- Dogfight
- Release
- Horizon
- Gotta Stay Fly

## Ace Combat Assault Horizon Legacy

### Disco 1
1. "Like a Phoenix Rising"
2. "Fighter's Honor (Flying Remix)"
3. "Pulse in the Dark"
4. "Skyburn"
5. "Cyber Velocity"
6. "Footsteps of Night Sky"
7. "Trickster's Delight"
8. "Gray Wolf"
9. "Schizophrenic"
10. "Metropolitan"
11. "The Crisis"
12. "The Confusion"
13. "Westerly"
14. "Tin Roof Soul"
15. "Sound Embrace"
16. "Madder red"
17. "Locked"
18. "Intruder"
19. "Gravity"
20. "Death Valley"
21. "Desperate"
22. "Rear Guard"
23. "Path to Madness"
24. "Zone of Endress"
25. "Skies Over the Promenade"
26. "Dark Corridor"
27. "T-Minus (10 Seconds)"
28. "Result"

### Disco 2
1. "Shining Glory"
2. "Hollow Mirage"
3. "Rage In My Mind"
4. "Sandstorm"
5. "Mad Rush"
6. "Silver Fort"
7. "Frenzy Overload"
8. "On the Verge"
9. "War-Torn Radiance"
10. "Ghost Hacking"
11. "Fighter's Honor"
12. "Prayer at Nightfall"
13. "Like a Phoenix Rising (Full)"
14. "Prayer at Nightfall (Sorrowful Arrangement)"
15. "Coming Home"
16. "Hypersonic Winter"
17. "When You're Running"
18. "Mysticism"
19. "Lucid Oasis"
20. "Heartbeat"
21. "Let Sleeping Dogs Lie"
22. "Tyrant on High"
23. "If the Sky is Burnin' Out! (2011)"
24. "Surrender Me (2011)"
25. "Cloud's Landing"
26. "CAMPAIGN MENU 2"
27. "SORTIE 3"
28. "ON LINE MENU"
29. "Lode Stone"
30. "SORTIE I"
31. "Scramble"
32. "SORTIE III"
33. "Mobious"

## Ace Combat 7: Skies Unknown
La colonna sonora di Ace Combat 7 è stata resa disponibile esclusivamente per i giocatori che hanno acquistato il Season Pass.
1. Skies Unknown
2. Main Menu
3. IUN Briefing
4. Charge Assault
5. Eastern Wind
6. Unmanned Craft
7. Dual Wielder
8. Two-Pronged Strategy
9. Tail Man
10. Gunther peninsula
11. Rescue
12. Mother Goose One
13. IUN Debriefing
14. 444th Air Base Briefing
15. 444th Air Base Hangar
16. 444
17. Long Day
18. Yinshi Valley
19. First Contact
20. Two Pairs
21. Pipeline Destruction
22. Three of a Kind
23. Waiapolo Mountains
24. Identification
25. Faceless Soldier
26. Transfer Orders
27. ADFX-10
28. 444th Debriefing
29. LRSSG Briefing I
30. New Arrows Air Base Hangar
31. Siren's Song
32. Stonehenge Defensive
33. Dragon Breath
34. Magic Spear I
35. Magic Spear II
36. Werewolf
37. LRSSG Debriefing I
38. Battle for Farbanti
39. Sol Squadron
40. Last Hope I
41. Last Hope II
42. LRSSG Briefing II
43. Homeward
44. Supply Ship
45. Lost Kingdom
46. Archange
47. LRSSG Briefing III
48. Lighthouse
49. Daredevil
50. LRSSG Debriefing II
51. LRSSG Briefing IV
52. Hush
53. Space Elevator
54. Dark Blue
55. pensées

### Musica del Multiplayer
1. Multiplayer Mode - Lobby
2. Multiplayer Mode - Final Checks
3. Roca Roja
4. Mission Failed
5. Multiplayer Mode - Victory
6. Multiplayer Mode - Defeat
7. Multiplayer Mode - MVP

A seconda della location del match sono presenti inoltre brani tratti da colonne sonore di titoli precedenti.

### Musica della Modalità VR
1. VR Menu
2. VR Briefing
3. VR Hangar
4. VR Mission 01 (Remix di Sitting Duck)
5. VR Debriefing
6. VR Mission 02 (Remix di Tango Line)
7. VR Mission 03 (Remix di Blockade)
8. Do or Die (Dalla OST di Ace Combat 5)
9. VR Victory